# Campeonato Mundial de Atletismo em Pista Coberta de 2008 - 800 m masculino
A competição dos 800 metros masculino do Campeonato Mundial de Atletismo em Pista Coberta de 2008, foi disputado no Palácio-Velódromo Luis Puig, em Valência.

## Medalhistas
| Ouro                       | Prata                   | Bronze                 |
| Abubaker Kaki Khamis (SUD) | Mbulaeni Mulaudzi (RSA) | Yusuf Saad Kamel (BHR) |

## Resultados

### Eliminatória
| Bateria | Faixa | Atleta                | Nacionalidade  | Tempo      | Notas |
| ------- | ----- | --------------------- | -------------- | ---------- | ----- |
| 1       | 6     | Dmitriy Bogdanov      | Rússia         | 1:48.38    | Q     |
| 1       | 2     | Fabiano Peçanha       | Brasil         | 1:49.03 PB | Q     |
| 1       | 4     | Abdoulaye Wagne       | Senegal        | 1:49.07 PB | q     |
| 1       | 5     | Jozef Repcik          | Eslováquia     | 1:49.15    | q     |
| 1       | 3     | Michael Blackwood     | Jamaica        | 1:52.69    |       |
| 2       | 3     | Yusuf Saad Kamel      | Bahrein        | 1:48.71    | Q     |
| 2       | 5     | Abraham Chepkirwok    | Uganda         | 1:48.80    | Q     |
| 2       | 6     | Dmitrijs Milkevics    | Letônia        | 1:49.10    | q     |
| 2       | 4     | Mattias Claesson      | Suécia         | 1:49.12    | q     |
| 2       | 2     | Fadrique Iglesias     | Bolívia        | 1:50.55    |       |
| 3       | 6     | Mbulaeni Mulaudzi     | África do Sul  | 1:50.86    | Q     |
| 3       | 3     | Manuel Olmedo         | Espanha        | 1:51.07    | Q     |
| 3       | 4     | Jakub Holuša          | Chéquia        | 1:51.09    |       |
| 3       | 5     | Damien Moss           | Reino Unido    | 1:51.39    |       |
| 3       | 2     | Eduard Villanueva     | Venezuela      | 1:51.83    |       |
| 4       | 5     | Nick Symmonds         | Estados Unidos | 1:49.30    | Q     |
| 4       | 4     | Lukas Rifesser        | Itália         | 1:49.51    | Q     |
| 4       | 1     | Moise Joseph          | Haiti          | 1:49.70 SB |       |
| 4       | 3     | Aldwyn Sappleton      | Jamaica        | 1:51.24    |       |
| 4       | 6     | Richard Kiplagat      | Quênia         | DSQ        |       |
| 4       | 2     | Lamine Bangoura       | Guiné          | DNF        |       |
| 5       | 4     | Robert Lathouwers     | Países Baixos  | 1:49.32    | Q     |
| 5       | 5     | Khadevis Robinson     | Estados Unidos | 1:49.33    | Q     |
| 5       | 3     | Amine Laalou          | Marrocos       | 1:49.41    |       |
| 5       | 6     | Yuriy Koldin          | Rússia         | 1:49.60    |       |
| 5       | 2     | Deon Bascom           | Guiana         | 1:55.88    |       |
| 5       | 1     | Florian Hilti         | Liechtenstein  | 1:59.91 SB |       |
| 6       | 1     | Abubaker Kaki Khamis  | Sudão          | 1:47.80    | Q     |
| 6       | 6     | Eugenio Barrios       | Espanha        | 1:48.70    | Q     |
| 6       | 3     | Richard Hill          | Reino Unido    | 1:49.06    | q     |
| 6       | 4     | Ehsan Mohajer Shojaei | Irão           | 1:49.14    | q     |
| 6       | 2     | Dávid Takács          | Hungria        | 1:49.79 SB |       |

### Semifinal
| Bateria | Faixa | Atleta                | Nacionalidade  | Tempo      | Notas |
| ------- | ----- | --------------------- | -------------- | ---------- | ----- |
| 1       | 5     | Dmitriy Bogdanov      | Rússia         | 1:46.83    | Q     |
| 1       | 2     | Yusuf Saad Kamel      | Bahrein        | 1:46.88 PB | Q     |
| 1       | 4     | Khadevis Robinson     | Estados Unidos | 1:47.57    |       |
| 1       | 3     | Richard Hill          | Reino Unido    | 1:47.82    |       |
| 1       | 6     | Manuel Olmedo         | Espanha        | 1:48.90    |       |
| 1       | 1     | Fabiano Peçanha       | Brasil         | 1:49.63    |       |
| 2       | 1     | Mbulaeni Mulaudzi     | África do Sul  | 1:47.39 SB | Q     |
| 2       | 5     | Abubaker Kaki Khamis  | Sudão          | 1:47.41    | Q     |
| 2       | 2     | Robert Lathouwers     | Países Baixos  | 1:48.27 PB |       |
| 2       | 4     | Abraham Chepkirwok    | Uganda         | 1:48.30    |       |
| 2       | 6     | Mattias Claesson      | Suécia         | 1:48.50    |       |
| 2       | 3     | Jozef Repcik          | Eslováquia     | 1:48.61    |       |
| 3       | 5     | Nick Symmonds         | Estados Unidos | 1:48.43    | Q     |
| 3       | 4     | Dmitrijs Milkevics    | Letônia        | 1:48.80    | Q     |
| 3       | 3     | Eugenio Barrios       | Espanha        | 1:49.02    |       |
| 3       | 6     | Ehsan Mohajer Shojaei | Irão           | 1:49.32    |       |
| 3       | 1     | Abdoulaye Wagne       | Senegal        | 1:49.49    |       |
| 3       | 2     | Lukas Rifesser        | Itália         | 1:51.20    |       |

### Final
| Colocação         | Faixa | Atleta               | Nacionalidade  | Tempo      |
| ----------------- | ----- | -------------------- | -------------- | ---------- |
| Medalha de ouro   | 3     | Abubaker Kaki Khamis | Sudão          | 1:44.81 WL |
| Medalha de prata  | 1     | Mbulaeni Mulaudzi    | África do Sul  | 1:44.91 NR |
| Medalha de bronze | 2     | Yusuf Saad Kamel     | Bahrein        | 1:45.26 AS |
| 4                 | 5     | Dmitrijs Milkevics   | Letônia        | 1:45.72 NR |
| 5                 | 4     | Dmitriy Bogdanov     | Rússia         | 1:45.76 PB |
| 6                 | 6     | Nick Symmonds        | Estados Unidos | 1:46.48 PB |

Legenda
| Recorde mundial       | Recorde mundial (World record)               |                       | Recorde africano                      | Recorde africano (African) |                                           | Q | Classificado por posição (Qualified) |
| Recorde do campeonato | Recorde do campeonato (Championship record)  | Recorde da América    | Recorde da América (Americas)         | q                          | Classificado por melhor tempo (Qualified) |   |                                      |
| Melhor marca do ano   | Melhor marca do ano (World leading)          | Recorde asiático      | Recorde asiático (Asian)              | DNS                        | Não largou (Did not start)                |   |                                      |
| Recorde nacional      | Recorde nacional (National record)           | Recorde europeu       | Recorde europeu (European)            | DNF                        | Não terminou (Did not finish)             |   |                                      |
| Recorde pessoal       | Recorde pessoal do atleta (Personal best)    | Recorde da Oceania    | Recorde da Oceania (Oceania)          | DSQ / DQ                   | Desclassificado (Disqualified)            |   |                                      |
| Recorde da temporada  | Recorde da temporada do atleta (Season best) | Recorde sul-americano | Recorde sul-americano (South America) | NM                         | Sem marca (No mark)                       |   |                                      |